# Reale esercito del Bahrain
Il Regio Esercito del Bahrein è la componente terrestre delle Forza di Difesa del Bahrein. Al 2022 la forza dell'esercito è di 10.000 uomini ed è guidato dal tenente generale Khalifa bin Abdullah Al-Khalifa.

## Storia
Le truppe terrestri del Bahrein presero parte all'intervento militare saudita in Yemen nella guerra civile yemenita. Nel settembre 2015, cinque soldati del Bahrein a guardia del confine tra Arabia Saudita e Yemen vennero uccisi in circostanze non specificate. Altri tre morirono successivamente in Yemen.

## Formazione
L'esercito consiste di 3 brigate e 2 battaglioni:
- 1 Brigata corazzata
  - 2 battaglioni corazzati
  - 1 battaglione di ricognizione
- 1 Brigata meccanizzata
  - 2 battaglioni meccanizzati
  - 1 battaglione di fanteria
- 1 Brigata d'artiglieria
  - 6 batterie d'artiglieria
- 1 battaglione di difesa aerea
- 1 battaglione forze speciali

## Equipaggiamento
Il REB ha un misto di attrezzature acquistate negli anni '70 e all'inizio degli anni '90. Attualmente stanno modernizzando alcune delle attrezzature dell'esercito. La maggior parte degli acquisti in passato erano di seconda mano dagli Stati Uniti o dalla Gran Bretagna. Negli ultimi anni, il Bahrein ha iniziato a sviluppare capacità militari, attraverso l'acquisto di molte attrezzature militari dalla Turchia, il Bahrein ha acquistato molti veicoli corazzati dalla Turchia, come l'Otokar Arma e l'Otokar Akrep (veicolo da combattimento corazzato).
Il Dipartimento di Stato ha autorizzato una vendita da 2,5 miliardi di dollari del sistema di difesa missilistica Patriot in Bahrein.
L'accordo includerebbe 60 missili Patriot Advanced Capability-3 Missile Enhancement, 36 missili Patriot MIM-104E Guidance Enhanced con cilindri, nove lanciatori M903, due set radar AN/MPQ-65, stazioni di controllo e altre attrezzature associate.

### Corazzati pesanti
| Immagine | Nome                | Classe                                  | Origine     | Numero | Note |
| -------- | ------------------- | --------------------------------------- | ----------- | ------ | --- |
|          | M60A3 TTS           | Carro armato da combattimento           | Stati Uniti | 180    | Carri armati dotati di sistemi moderni per spari e sorveglianza |
|          | YPR-765             | Veicolo da combattimento della fanteria | Paesi Bassi | 75     | 25 ACV YPR-765 di origine olandese consegnati nel 1996, 42 AIFV-IFV di origine belga consegnati nel 2008, AIFV-APC di origine belga consegnati nel 2008                                                                                     |
|          | M113                | Veicolo trasporto truppe                | Stati Uniti | 339    | sono stati consegnati 339 M113A2 in totale |
|          | Lynx                | Comando & ricognizione                  | Stati Uniti | 35     | |
|          | Panhard M3          | Veicolo trasporto truppe                | Francia     | 110    | Ordinati nel 1977, la maggior parte di essi ha modificato la quantità. Include alcune versioni portamortaio da 81mm, ambulanza, CP, AEV e ARV                                                                                               |
|          | Saxon               | Veicolo trasporto truppe                | Regno Unito | 10     | Acquistati negli anni '80 |
|          | AML-90              | Autoblindo                              | Francia     | 22     | Ordinati nel 1977 |
|          | Otokar Arma         | Veicolo corazzato                       | Turchia     | 73     | in servizio dal 2010 |
|          | Otokar              | Veicolo corazzato da pattuglia          | Turchia     | 133    | in servizio dal 2012/13 |
|          | Otokar Akrep        | Veicolo di mobilità della fanteria      | Turchia     | 21     | in servizio dal 2005 |
|          | Otokar Cobra        | veicolo di mobilità della fanteria      | Turchia     | 15     | in servizio dal 2008 |
|          | Humvee              | veicolo di mobilità della fanteria      | Stati Uniti | 200+   | 2 tipi: missile BGM-71 TOW (44) & Browning M2HB |
|          | Kornet-D            | missile guidato anticarro               | Russia      | 10+    | Il Kornet-EM si basa sul telaio del veicolo blindato leggero Tigr 4x4 con due unità di lancio a scomparsa, ciascuna con quattro missili pronti a sparare. In posizione stradale, le unità di lancio sono sistemate all'interno del veicolo. |
|          | Toyota Land Cruiser | Veicolo commerciale                     | Giappone    | 200+   | Modificato localmente - Trasporto truppe VDJ78R |
|          | Chevrolet Silverado | Veicolo multiuso                        | Stati Uniti | 50+    | |
|          | Interceptor         | Veicolo corazzato leggero               | Pakistan    | 0      | 6 su ordine di questi veicoli protetti leggeri, è probabile che un contratto in serie di almeno altri 50 veicoli venga ulteriormente aggiudicato                                                                                            |
|          | Nimer-1             | MRAP                                    | Oman        | 6      | in servizio dal 2005 |

### Artiglieria, difesa aerea e lanciamissili anticarro
| Foto | Nome             | Origine     | Tipo                | Numero      | Dettagli                                                      |
| ---- | ---------------- | ----------- | ------------------- | ----------- | ------------------------------------------------------------- |
|      | M110A2           | Stati Uniti | Obice semovente     | 13          |                                                               |
|      | M109             | Stati Uniti | Obice semovente     | 20          |                                                               |
|      | M198             | Stati Uniti | Obice               | 18          |                                                               |
|      | L-118            | Regno Unito | Cannone da campagna | 8           |                                                               |
|      | 81mm EIMOS       | Spagna      | Mortaio             | 6           |                                                               |
|      | M270             | Stati Uniti | MLRS                | 9           | MGM-140 ATACMS                                                |
|      | SR5              | Cina        | MLRS                | 8+          |                                                               |
|      | Oerlikon 35 mm   | Svizzera    | Cannone automatico  | 15          | Unità GDF-005                                                 |
|      | Bofors 40 mm     | Svezia      | Cannone automatico  | 12          |                                                               |
|      | FIM-92A          | Stati Uniti | MANPAD              | 14-16       | consegnato nel 1988 insieme a 70 missili                      |
|      | RBS-70           | Svezia      | SHORAD              | 14          | consegnato nel 1980–81 insieme a 161 missili                  |
|      | Crotale          | Francia     | SAM                 | 7           |                                                               |
|      | MIM-23 Hawk      | Stati Uniti | SAM                 | 8           |                                                               |
|      | AN/TWQ-1 Avenger | Stati Uniti | SAM                 | 10+         | Sistema missilistico terra-aria semovente montato su un HMMWV |
|      | 120 mm BAT       | Regno Unito | Cannone anticarro   | 10+         |                                                               |
|      | BGM-71C          | Stati Uniti | Missile anticarro   | sconosciuto | un totale di 2.724 missili consegnati sin dal 1983            |
|      | FGM-148 Javelin  | Stati Uniti | Missile anticarro   | 60          | 180+ missili                                                  |
|      | Kornet-EM        | Russia      |                     | sconosciuto |                                                               |

### Armi
| Tipo/Classe        | Quantità | Origine        | Dettagli |
| ------------------ | -------- | -------------- | -------- |
| Heckler & Koch G3  |          | Germania Ovest |          |
| FN FAL             |          | Belgio         |          |
| M16A2              | ?        | Stati Uniti    |          |
| M4                 | ?        | Stati Uniti    |          |
| Barrett M82        | ?        | Stati Uniti    |          |
| Heckler & Koch MP5 | ?        | Germania Ovest |          |
| Browning Hi-Power  |          | Belgio         |          |
| FN MAG             |          | Belgio         |          |
| M2 Browning        |          | Belgio         |          |

L'equipaggiamento addizionale ordinato dall'esercito include:
| Tipo/Classe              | Quantità | Origine     | Dettagli                                      |
| ------------------------ | -------- | ----------- | --------------------------------------------- |
| Logistics Vehicle System | 100+     | Stati Uniti | Trasporto di veicoli corazzati e carri armati |
| M939                     | 100+     | Stati Uniti |                                               |
| MAN Truck & Bus          | 200+     | Stati Uniti |                                               |
| Toyota Coaster           | 100+     | Giappone    |                                               |

L'equipaggiamento ritirato venne prodotto negli anni cinquanta e sessanta del Novecento:
| Quantità | Tipo/Classe            | Origine     | Dettagli |
| -------- | ---------------------- | ----------- | -------- |
| 10       | Mezzo corazzato Ferret | Regno Unito |          |
| 10       | Alvis Saladin          | Regno Unito |          |